# Nòt
Nòt (en francès Noth) és una comuna (municipi) de França, a la regió de la Nova Aquitània, departament de la Cruesa. La seva població al cens de 1999 era de 459 habitants. Està integrada a la Communauté de communes du Pays Sostranien. En les seves proximitats es troba l'estany de la Grande Cazine.

## Demografia
| 1968 | 1975 | 1982 | 1990 | 1999 |
| ---- | ---- | ---- | ---- | ---- |
| 544  | 515  | 451  | 477  | 459  |

## Administració
| Període   | Identitat         | Partit |
| --------- | ----------------- | ------ |
| 2001-2008 | Christian Petit   |        |
| 2008-     | Michel Dissoubray |        |